# Villafrati
Villafrati ist eine Stadt der Metropolitanstadt Palermo in der  Region Sizilien in Italien mit 3104 Einwohnern (Stand 31. Dezember 2023).

## Lage und Daten
Villafrati liegt 37 km südlich von Palermo. Die Einwohner arbeiten hauptsächlich in der Landwirtschaft und in Tischlereien.
Der Ort liegt direkt an der Straße SS 121 von Palermo nach Agrigent. Nachdem der Bahnverkehr nach Villafrati 1954 eingestellt wurde, ist der Ort heute nur noch auf der Straße zu erreichen.
Die Nachbargemeinden sind: Baucina, Bolognetta, Cefalà Diana, Ciminna, Marineo und Mezzojuso.

## Geschichte
Der Ort entstand im 18. Jahrhundert. Er wurde von Vincenzo Filangeri, Graf von San Marco gegründet.

## Sehenswürdigkeiten
- Kirche SS. Trinita, die Kirche ist der Heiligen Dreifaltigkeit geweiht
- Baglio mit der Villa Sammarco, erbaut im 18. Jahrhundert

## Persönlichkeiten
- Totò Mazzara (* 10. Dezember 1941 in Villafrati) (Bürgerort Aarau), Maler, Objektkunstler[2]